# Лебедівська сільська рада (Кам'янський район)
Лебеді́вська сільська́ ра́да — адміністративно-територіальна одиниця та орган місцевого самоврядування в Кам'янському районі Черкаської області. Адміністративний центр — село Лебедівка.

## Загальні відомості
- Населення ради: 590 осіб (станом на 2001 рік)

## Населені пункти
Сільській раді підпорядковані населені пункти:
- с. Лебедівка
- с-ще Копійчана

## Склад ради
Рада складалася з 16 депутатів та голови.
- Голова ради: Козоріз Василь Іванович

### Керівний склад попередніх скликань
| Прізвище, ім'я, по батькові | Основні відомості                                                                      | Дата обрання | Дата звільнення |
| --------------------------- | -------------------------------------------------------------------------------------- | ------------ | --------------- |
| Козоріз Василь Іванович     | Сільський голова, 1951 року народження, освіта вища, член Комуністичної партії України | 26.03.2006   | 31.10.2010      |
| Козоріз Василь Іванович     | Сільський голова, 1951 року народження, освіта вища, член Комуністичної партії України | 31.10.2010   |                 |

Примітка: таблиця складена за даними сайту Верховної Ради України

### Депутати
За результатами місцевих виборів 2010 року депутатами ради стали:

#### За суб'єктами висування
| Суб'єкт висування                | Кількість обраних депутатів | %    |
| -------------------------------- | --------------------------- | ---- |
| Народна партія                   | 7                           | 43,8 |
| Комуністична партія України      | 4                           | 25   |
| Самовисування                    | 4                           | 25   |
| Політична партія «Нова політика» | 1                           | 6,3  |

#### За округами
| № округу                         | Прізвище, ім'я, по батькові      | Дата визнання обраним | Освіта  | Партійна приналежність                 | Відомості про обраного депутата                                                      |
| -------------------------------- | -------------------------------- | --------------------- | ------- | -------------------------------------- | ------------------------------------------------------------------------------------ |
| Комуністична партія України      |                                  |                       |         |                                        |                                                                                      |
| 6                                | Пономаренко Василь Васильович    | 05.11.2010            | середня | член Комуністичної партії України      | СТОВ «Світанок», бригадиррільничої бригади                                           |
| 9                                | Запісочна Людмила Володимирівна  | 05.11.2010            | вища    | позапартійна                           | Лебедівська загальноосвітня школа, директор                                          |
| 15                               | Дорошенко Віктор Іванович        | 05.11.2010            | середня | член Комуністичної партії України      | СТОВ «Світанок», тракторист                                                          |
| 16                               | Пересунько Петро Володимирович   | 05.11.2010            | середня | член Комуністичної партії України      | пенсіонер                                                                            |
| Народна Партія                   |                                  |                       |         |                                        |                                                                                      |
| 1                                | Макогін Сергій Степанович        | 05.11.2010            | середня | член Народної партії                   | СТОВ «Світанок», головний ветлікар                                                   |
| 3                                | Вовк Валентина Пилипівна         | 05.11.2010            | середня | позапартійна                           | СТОВ «Світанок», головний економіст                                                  |
| 4                                | Тетьора Петро Миколайович        | 05.11.2010            | вища    | член Народної партії                   | СТОВ «Світанок», головнийагроном                                                     |
| 5                                | Лук'яненко Володимир Пилипович   | 07.11.2010            | вища    | член Народної партії                   | СТОВ «Світанок», будівельник                                                         |
| 7                                | Тетьора Олександр Миколайович    | 05.11.2010            | середня | член Народної партії                   | СТОВ «Світанок», водій                                                               |
| 8                                | Ворона Павліна Федорівна         | 05.11.2010            | середня | позапартійна                           | СТОВ «Світанок», доглядач ВРХ                                                        |
| 13                               | Пономаренко Олександр Васильович | 05.11.2010            | середня | член Народної партії                   | СТОВ «Світанок», заступник директора СТОВ «Світанок»                                 |
| Політична партія «Нова політика» |                                  |                       |         |                                        |                                                                                      |
| 2                                | Сіроштан Оксана Анатоліївна      | 05.11.2010            | середня | член Політичної партії «Нова політика» | Лебедівська сільська радаКам'янськогорайонуЧеркаської області, секретарсільськоїради |
| Самовисування                    |                                  |                       |         |                                        |                                                                                      |
| 10                               | Овдієнко Тамара Леонідівна       | 05.11.2010            | середня | член Соціалістичної партії України     | ДНЗ, вихователь                                                                      |
| 11                               | Лисенко Микола Іванович          | 05.11.2010            | середня | позапартійний                          | СТОВ «Світанок», тракторист                                                          |
| 12                               | Бровченко Юрій Миколайович       | 05.11.2010            | вища    | позапартійний                          | ТОВ «Інвестагропром», провідний огроном                                              |
| 14                               | Сліпченко Світлана Петрівна      | 05.11.2010            | середня | позапартійна                           | Лебедівський фельдшерсько-акушерський пункт, завідувачка                             |